# Tim Artz
Tim Artz (Nijmegen, 13 mei 1988) is een Nederlandse striptekenaar, illustrator en animator. Hij tekent onder meer voor Donald Duck, Tom Poes en Woezel en Pip.

## Carrière
Artz studeerde Communication & Multimedia design aan de HAN.
Artz werkte vervolgens 2,5 jaar als grafisch designer voor verschillende bedrijven. Vanaf 2014 werkt Artz als freelance striptekenaar, illustrator en animator.
Hij leverde sinds 2009 incidenteel Donald Duck-verhalen aan het weekblad Donald Duck en vanaf 2015 regulier. Vanaf 2018 werkt Artz in deeltijd voor Dromenjager aan Woezel en Pip, en werkt hij voor Studio Noodweer.
Artz werd door de Toonder Compagnie, die de rechten beheert van het werk van Marten Toonder, in 2016 benoemd als een van de tekenaars die Tom Poes en Heer Bommel mogen vereeuwigen. Artz tekende de covers voor de heruitgaven van de Tom Poes-strips uit de Donald Duck, waarvan de eerste heruitgave getiteld Tom Poes en de krakers in 2016 uitkwam. Ook de omslagen van onder meer De Bommelparade (2016), Het monster van de Hopvallei (2017) en Tom Poes en Heer Bommel - 75 jaar literaire lotgevallen (2017) zijn van zijn hand. In 2018 tekende hij voor de StripGlossy Tom Poes en de tijdverdrijver, een verhaal bedacht door Ruud Straatman en geschetst door Wil Raymakers.